# 暗黒魔術の島
『暗黒魔術の島』（あんこくまじゅつのしま、原題：英: The Isle of Dark Magic）は、アメリカのホラー小説家ヒュー・B・ケイヴによる短編小説。クトゥルフ神話の1つで、『ウィアード・テールズ』にて1934年8月号に掲載された。
日本では、抄訳と私訳があるのみ。国書刊行会の『ウィアードテールズ』別巻にて、那智史郎があらすじを解説している。
非ラヴクラフトスクールのケイヴによる神話であり、ラヴクラフトの『闇に囁くもの』からの影響が指摘されている。ナイアーラトテップとハスターへの言及があり、この2神は5年後の作品である『臨終の看護』でも着目されている。

## あらすじ

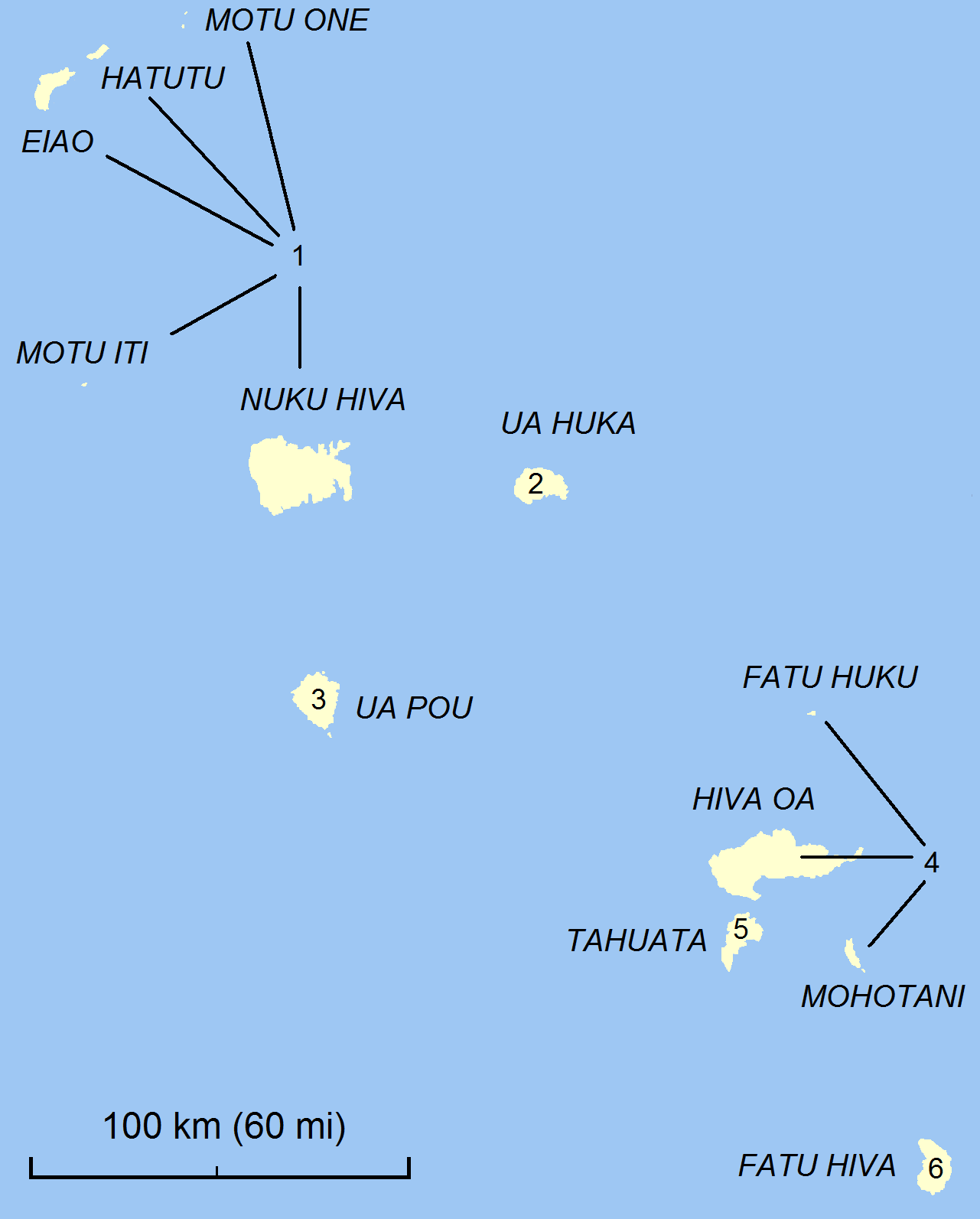
ファイカナ島は架空の島であり、実際のマルケサス諸島は14の島で構成される

ある日、貨物商船ベラ・ゲイル号の新船長ブルックは、タヒチ島のパペーテからアルゼンチンのラリオアまで往復して取引する仕事で、ピーター＝メイスという人物を客として乗せる。大きな木製の箱を自室に持ち込んだ彼は、ブルック船長に「道中で最も住人が少ない島」について尋ね、続いて南洋マルケサス諸島にあるファイカナ島で降ろして欲しいと金を払う。その島には4年前に島外から来たジェイソン神父という宣教師と、何人かの地元住民が住んでいた。ピーターは神父と会うものの、集落から離れた場所に家を建てて暮らし始める。得体のしれなさと奇行から、島民たちはピーターを悪魔の化身と呼び噂した。神父はピーターの家で禁書を発見し、聖職者として助言せねばと思うが、怒り狂った本人に見つかって追い払われる。その際、神父は裸身の女性の彫刻像を目撃する。家に近づいた島民たちも追い払われるようになった。
あるとき、今度はピーターが神父のもとにやって来る。酒と憔悴で変わり果てた彼は、己の境遇を語り始める。ピーターはニューヨークの有名な大学の医学生であったが、怪しげな実験を行ったかどで退学になった。モーリーンという恋人がいたが、彼女は売春婦であり、死んでしまった。皆は彼の恋人を蔑み、嘲笑した。友人の美学生ジーンは、ピーターが望んでいるものを作った。だがピーターは禁書に手を出し、キリスト教の神を呪い、ついに友とも決裂する。
狂乱のピーターが披露したものは、生身と見まごうほどに精巧な、女性の大理石像であった。ピーターは怪しげな道具を用いて、魔神たちに祈りを捧げる。ハスターの儀式は5/7工程目まで進み、うごめく大理石像を見てしまった神父は立ち去る。
予想もしなかったことに、島に再びブルック船長がやって来る。船にはベールで顔を覆った不気味な喪服姿の女性が乗っており、船長を通じてピーターに会いたいと話していた。神父は彼女と対面し、彼女がピーターを愛していると悟る。彼女を神父に預けた船長は急いで去る。神父は、狂った彼を救ってくれる女性を神が送ってくださったことに感謝した。
神父がピーターの家に到着したとき、ちょうど禁断の儀式が完了し、彫像が生きた石の女性になり、ピーターにすがりついて泣いていた。神父は理解を拒みたかったが、ともかく、面会したいという婦人をピーターに紹介する。彼女は、ピーターの儀式で墓から起き上がって来たと言い、ベールをめくって素顔を見せる。あっけにとられる神父をよそに、愛し合う二人は抱き合う。石の女は嫉妬にかられ、石像の指で生身の2人を絞殺する。

## 主な登場人物
- ピーター＝メイス - 痩せぎすの白人青年。25歳。もとニューヨークの医学生だったが、禁書に手を出して退学となり、さらに恋人を亡くし嘆き狂った。原住民からは、姓名をつなげて「ピーテメ」と呼ばれる。
- モーリーン＝ケネディ - 街娼。ピーターの恋人だが、死んでしまう。
- ジーン＝ラニア - 美学生。ピーターの同居人であり理解者。
- ジェイソン神父 - 語り手。物語開始の4年前から、宣教師としてファイカナ島に滞在している。
- ブルック船長 - 貨物商船ベラ・ゲイル号の新たな船長。序盤の視点人物。
- メネガイ - 島の原住民の少年。ピーテメに雇われ召使をしている。
- 大理石の彫像
- 喪服の女
- ハスター
- ナイアーラトテップ
- ベツムーラ - 詠唱中の固有名詞。『ヘルボーイ』に登場する王国。